# Kings Park Stadium
Kings Park Stadium (obecnie ze względów komercyjnych zwany też Mr Price Kings Park) to stadion do rugby położony w kompleksie Kings Park Sporting Precinct w południowoafrykańskim Durbanie. Obiekt, którego budowę ukończono w 1891 roku, w latach 90. XX wieku przeszedł gruntowną renowację. Stadion posiada 55 000 miejsc na swojej widowni i jest siedzibą dla zespołu Sharks, oraz regionalnej drużyny Natal Sharks. Przed wybudowaniem w 2009 roku stadionu Moses Mabhida Stadium, znajdującego się kilkaset metrów obok Kings Park Stadium, część spotkań na tym ostatnim rozgrywały także piłkarskie zespoły AmaZulu FC i Golden Arrows.

## Puchar Świata w rugby 1995
Podczas Pucharu Świata w rugby odbywającego się w 1995 roku w Południowej Afryce na Kings Park Stadium odbyło się pięć spotkań (3 grupowe, ćwierćfinał i półfinał). Przed rozpoczęciem imprezy stadion gruntownie zmodernizowano i przebudowano.
| Data            | Gospodarz         | Wynik   | Gość            | Faza         | Frekwencja |
| --------------- | ----------------- | ------- | --------------- | ------------ | ---------- |
| 27 maja 1995    | Argentyna         | 18 – 24 | Anglia          | Faza grupowa | 30 000     |
| 31 maja 1995    | Anglia            | 27 – 20 | Włochy          | Faza grupowa | 21 000     |
| 4 czerwca 1995  | Anglia            | 44 – 22 | Samoa Zachodnie | Faza grupowa | 20 000     |
| 10 czerwca 1995 | Francja           | 36 – 12 | Irlandia        | Ćwierćfinał  | 18 000     |
| 17 czerwca 1995 | Afryka Południowa | 19 – 15 | Francja         | Półfinał     | 50 000     |

## Puchar Narodów Afryki 1996
W 1996 roku Kings Park Stadium był jednym z gospodarzy piłkarskiego Pucharu Narodów Afryki. Na stadionie odbyły się trzy spotkania grupowe, ćwierć- i półfinał.
| Data             | Gospodarz | Wynik            | Gość    | Faza         | Frekwencja |
| ---------------- | --------- | ---------------- | ------- | ------------ | ---------- |
| 16 stycznia 1996 | Gabon     | 1 – 2            | Liberia | Faza grupowa | 5 000      |
| 19 stycznia 1996 | Gabon     | 1 – 2            | Zair    | Faza grupowa | 4 000      |
| 24 stycznia 1996 | Angola    | 3 – 3            | Kamerun | Faza grupowa | 6 000      |
| 28 stycznia 1996 | Gabon     | 1 – 1 (k. 1 – 1) | Tunezja | Ćwierćfinał  | 4 000      |
| 31 stycznia 1996 | Zambia    | 2 – 4            | Tunezja | Półfinał     | 5 000      |

## Wydarzenia pozasportowe
W 1997 roku na Kings Park Stadium odbył się koncert Michaela Jacksona stanowiący finał jego trasy koncerrowej HIStory World Tour. W 2008 roku, w ramach Taking Chances Tour w Durbanie wystąpiła Céline Dion.

## Przyszłość
Przyszłość stadionu Kings Park stanęła pod znakiem zapytania w momencie budowy nowoczesnego stadionu Moses Mabhida Stadium na potrzeby Mistrzostw Świata w piłce nożnej 2010. Oba stadiony dzieli zaledwie kilkaset metrów. W trakcie prac przygotowawczych pod budowę nowego stadionu wyburzono Kings Park Stadium, jednak nie arenę rugby a Kings Park Soccer and Athletic Stadium, a więc stadion piłkarski i lekkoatletyczny. Drużyny grających na nim do tej pory przeniesiono na nowy obiekt. Nie doszło jednak do rozbiórki Kings Park służącego rugbystom, choć władze Durbanu miały nadzieję, że zespół Sharks zdecyduje się na opuszczenie starego stadionu. Takie rozwiązanie wydaje się być jednak mało prawdopodobne, gdyż obie strony wiąże wieloletnia dzierżawa.